# 칸달주

칸달 주

칸달주(크메르어: កណ្ដាល)는 캄보디아 남부에 위치한 주로, 주도는 타크마우("흑인 할아버지"라는 뜻)이며 인구는 1,265,085명(2008년 기준), 면적은 3,568km2, 인구밀도는 354.6명/km2이다. 주의 이름은 크메르어로 "중앙"을 뜻한다. 캄보디아의 수도 프놈펜 바깥쪽을 감싸고 있지만 프놈펜은 독립된 행정 구역으로 존재한다.